# چارلز سامنر
چارلز سامنر (انگلیسی: Charles Sumner؛ زاده ۶ ژانویهٔ ۱۸۱۱ - درگذشته ۱۱ مارس ۱۸۷۴) سناتور سابق عضو جمهوری‌خواه بود. وی در سال ۱۸۵۱ تا ۱۸۷۴ میلادی سناتور ایالت ماساچوست در سنای ایالات متحده آمریکا بود.